# Каменица-Польска (гмина)
Каменица-Польска (пол. Kamienica Polska) — сельская гмина (волость) в Польше, входит как административная единица в Ченстоховский повет, Силезское воеводство. Население — 5466 человек (на 2004 год).

## Демография
| Перепись                       | Всего   | Всего | Женщины | Женщины | Мужчины | Мужчины |
| ------------------------------ | ------- | ----- | ------- | ------- | ------- | ------- |
| Единицы                        | человек | %     | человек | %       | человек | %       |
| Население                      | 5585    | 100   | 2901    | 51,9    | 2684    | 48,1    |
| Плотность населения (чел./км²) | 119,5   | 119,5 | 62,1    | 62,1    | 57,4    | 57,4    |

## Сельские округа
1. Каменица-Польска
2. Осины
3. Рудник-Вельки
4. Берлин
5. Колёня-Клепачка
6. Берлин
7. Зависна
8. Подлесе
9. Романув

## Соседние гмины
1. Гмина Козегловы
2. Гмина Ольштын
3. Гмина Почесна
4. Гмина Порай
5. Гмина Старча
6. Гмина Возники